# Philip S. Khoury
Philip S. Khoury (15 de outubro de 1949) é um historiador e sênior associado no Instituto de Tecnologia de Massachusetts (ITM). Também é presidente do Conselho da Universidade Americana de Beirute.